# ایکدا تروماسا
ایکدا تروماسا (به ژاپنی: 池田輝政 Ikeda Terumasa); (۳۱ ژانویهٔ ۱۵۶۵ – ۱۶ مارس ۱۶۱۳) دومین پسر ایکدا تسونه‌اوکی و فرزندخواندهٔ تویوتومی هیده‌یوشی، یک سیاستمدار اهل ژاپن بود. در پاییز ۱۶۰۰ آغاز شد، تروماسا بلافاصله طرف پدرزنش، توکوگاوا ایه‌یاسو را گرفت. او پس از نبرد سکیگاهارا به عنوان پاداش قلعه هیمه‌جی را دریافت کرد.